# 들안길
들안길은 '수성들 한복판에 들어선 길'이라고 하여 수성구 두산동 주변의 주거 및 관광지구의 먹거리를 담당하고 있는 길이다. 특색 있는 음식점들이 밀집되어 들안길 먹거리 타운 또는 먹자골목으로 불린다. 수성구 들안길네거리에서 수성못을 향하는 T자 모양의 길로, 들안로가 무학로가 포함되어 약 2.3km의 길이를 갖고 있다. 식당 별로 독특한 경력이 담긴 음식들을 제공하여 관광 명소로 유명한데, 뷔페, 한식, 일식, 갈비, 회 등 다양한 먹거리가 제공된다. 식사 후 수성못에서 좋은 경치를 즐기며 산책할 수 있기 때문에 대구 시민들의 나들이 장소로 발전해 갔다.
수성못 페스티벌의 부대행사 성격으로 들안길 음식점을 홍보하는 들안길 푸드페스티벌이 함께 열린다. 다양한 맛집에서 로드 레스토랑을 제공하며, 이색요리 경연대회와 음식점에서 제공하는 다양한 즉석 음식을 맛볼 수 있다. 또한 골목 주변으로 들안예술마을이 형성되어 있는데, 도심 속 노후된 주택, 원룸, 상가 건물들을 보수하여 문화예술 창작, 교육, 전시 등의 공간으로 탈바꿈하였다. 현재 청년공방, 창작소, 꿈꾸는 예술터 등 총 7개소의 공공예술촌이 형성되어 있다.

## 역사
1980년~1990년 초 대구 중심가가 발전하게 되면서 교통 체중을 피하기 위해 식당업체들이 비교적 저렴한 지역으로 자리를 옮겨간 것에서 시작되었다. 지속적으로 다양하고 특색 있는 음식점이 모이면서 먹거리 타운을 형성하게 되었다.

## 현황
120-150개에 해당되는 일반음식점이 영업하고 있으며 각 음식점마다 넓은 주차 공간을 갖고 있어 대형 모임 등에 어울리며, 큰 길을 중심으로 하여 주변 골목에도 여러 상권이 형성되어 있기 때문에 좋은 식사를 즐길 수 있는 곳이 많다. 한두 가지 음식만을 취급하는 전문 식당들도 있는데, 국수, 해장국, 보쌈, 장어, 복어 등의 음식이 제공된다.

## 교통
상동전화국에서 수성못 방향으로 나 있는 도로가이다. 대구 도시철도 3호선에서 황금역에 내리면 도보로 10분-20분 거리에 있다. 주변에는 수성못, 고산골, 수성아르떼랜드, 수성아트피아 등이 있다. 버스 노선으로는 순환3, 순환3-1, 349, 400, 403, 410-1, 414, 414-1, 449, 564, 604 등이 있다.